# Richard Picque
Pour les articles homonymes, voir Picque.
Richard Picque ou Richard de Besançon est un prélat français du XIVe siècle. Il fut notamment archevêque de Reims entre 1375 et 1389, année présumée de sa mort.

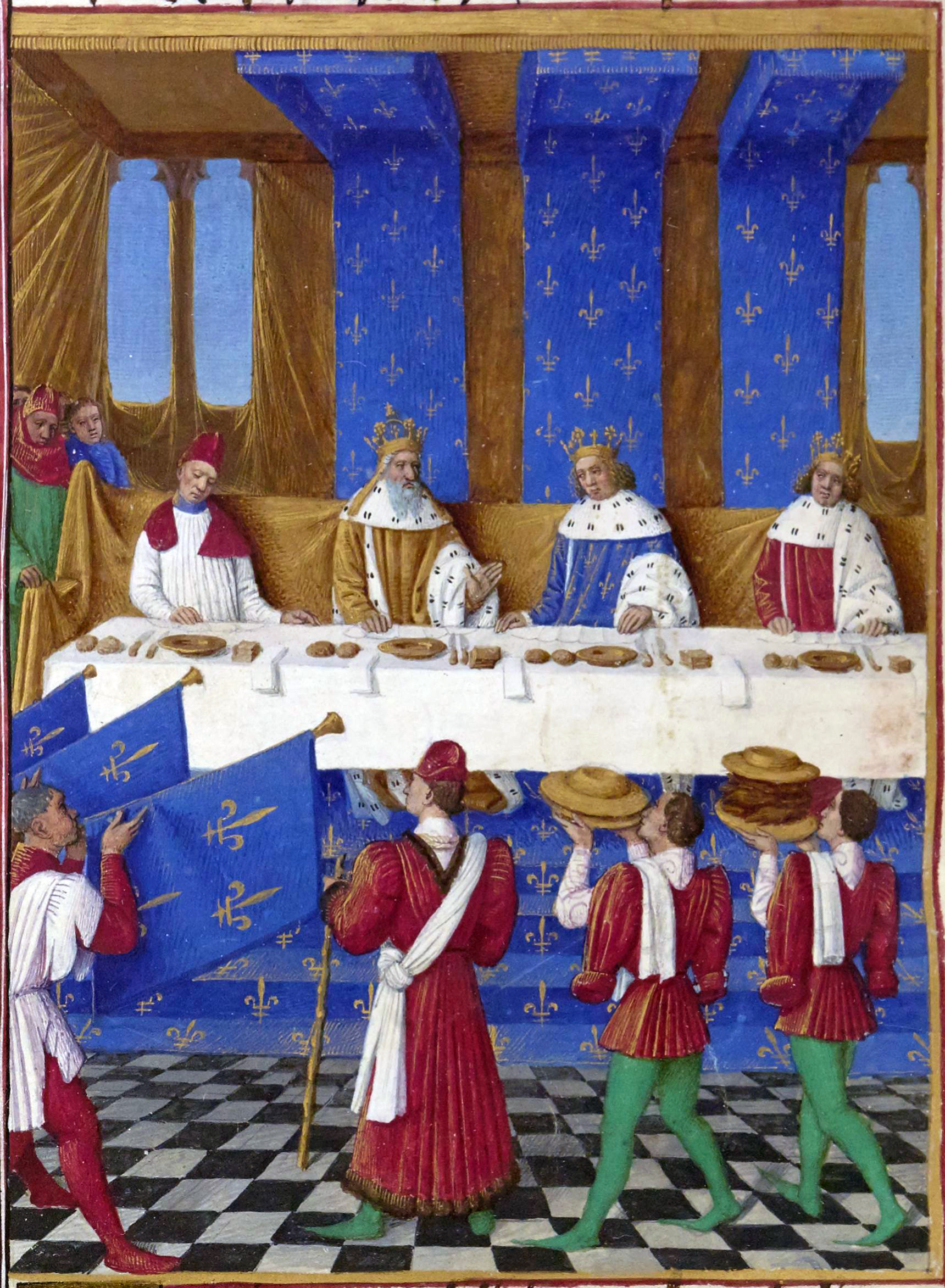
Richard Pique (à gauche) participe au banquet de réception de l'empereur

Il reçut l'empereur Charles IV et son fils Venceslas, roi des Romains, lors d'un banquet à Paris en compagnie du roi de France Charles V en 1378. Il officia au sacre de Charles VI le 4 novembre 1380 en la cathédrale de Reims.